# Pichee
Le Pichee sono un gruppo montuoso delle Prealpi Giudicarie nelle Prealpi Bresciane e Gardesane. Sono situate a nord della val di Ledro e raggiungono la loro altitudine massima con il Monte Tofino (2.140 m).

## Morfologia
Viste dalla valle del Magnone le Pichee si presentano come un blocco compatto con 4 cime, mentre a sud si staglia il Monte di Tratt la cui appartenenza al gruppo delle pichee è incerta, tra il Monte di Tratt e le Pichee in senso stretto si trova la Val Tenéra dove nasce un piccolo torrentello che sfocia nel lago di Tenno.
Viste dalla Val di Concei le Pichee risultano invece come un blocco di cime quasi separate. Partendo da Bocca di Tratt troviamo il Monte di Tratt (1890 m), la Mazza di Pichea (2003 m), il Tofino (2140 m), il Corno di Pichea (2098 m). e il Corno del Lione (2070 m). A sud (lato valle del Magnone) il sinclinale si interrompe con un'anticlinale che forma il monte Vender (1540 m), infine terminano formando il monte Tombio (804 m). e il monte Lione (1340 m). A nord (lato valle di Concei) il sinclinale scende diretto fino a passo Concei (1130 m).

## Geologia
Le Pichee sono un gruppo montuoso alpino formato, come tutti i monti delle giudicarie, da calcari misti, formatesi con il resto delle alpi tra il Miocene e L'Oligocene, hanno una cresta con cime tutte affiancate e poco distinte le une dalle altre. Nella zona est, dove il sinclinale è interrotto da un'anticlinale, troviamo molte sorgenti che danno vita a più ruscelli; tre di queste, una che sgorga alle falde della parete cimale a 1811 metri d'altitudine, un'alle falde del Monte Vender a 1446 m. e una sul monte Lione a 1320 m. formano 3 rii (rio di centro, rio di sinistra e rio di destra) che nella valle sottostante si uniscono dando vita al fiume Magnone che porta questo nome fino alle cascate del Varone per poi prendere il nome di fiume Varone.